# Real+
Real+ è un album singolo della cantante sudcoreana IU, pubblicato nel 2011 dall'etichetta discografica LOEN Tree.

## Il disco
Real+ è stato pubblicato in Corea del Sud il 17 febbraio 2011 ed è un seguito dell'EP Real del 2010. La traccia principale è The Story Only I Didn't Know, il cui video musicale è stato distribuito lo stesso giorno dell'uscita del singolo dopo un'anticipazione avvenuta il giorno prima: il video vede la partecipazione dell'attrice Park Bo-young e del cantautore Yoon Sang, compositore del brano. Attorno al video sorsero delle speculazioni sul fatto che parlasse d'incesto, negate dalla casa discografica. Il 22 febbraio fu distribuita una seconda versione del videoclip, più corta, con solo IU che cantava.
Real + ha venduto più di 23.508 copie in Corea del Sud. The Story Only I Didn't Know ha avuto più di 2.126.249 di download digitali, mentre Cruel Fairytale più di 1.051.453.

## Tracce
1. The Story Only I Didn't Know (나만 몰랐던 이야기; Naman molratdeon iyagi) – 3:25 (testo: Kim Eana – musica: Yoon Sang)
2. Cruel Fairytale (잔혹동화; Janhokdonghwa) – 3:45 (testo: Kim Eana – musica: Saint Binary)
3. The Story Only I Didn't Know (나만 몰랐던 이야기; Naman molratdeon iyagi) (feat. Kim Gwang-min) – 3:19 (testo: Kim Eana – musica: Yoon Sang)

## Classifiche
| Classifica (2011)           | Posizione massima |
| --------------------------- | ----------------- |
| Corea del Sud (settimanale) | 2                 |
| Corea del Sud (mensile)     | 4                 |

## Date di pubblicazione
| Stato         | Data             | Formato               | Edizione | Casa discografica  |
| ------------- | ---------------- | --------------------- | -------- | ------------------ |
| Corea del Sud | 16 febbraio 2011 | CD, download digitale | Standard | LOEN Entertainment |
| Mondiale      | 16 febbraio 2011 | Download digitale     |          | LOEN Entertainment |